# Estación München Olympiastadion
La estación München Olympiastadion es una antigua estación ferroviaria, localizada al oeste de la Villa Olímpica, en la ciudad alemana de Múnich. Fue inaugurada en mayo de 1972 con el objetivo de proveer medios adicionales de transporte para los Juegos Olímpicos que se celebraron ese año. Sin embargo, hacia la década de 1980, esta cayó en desuso y fue clausurada.

## Historia

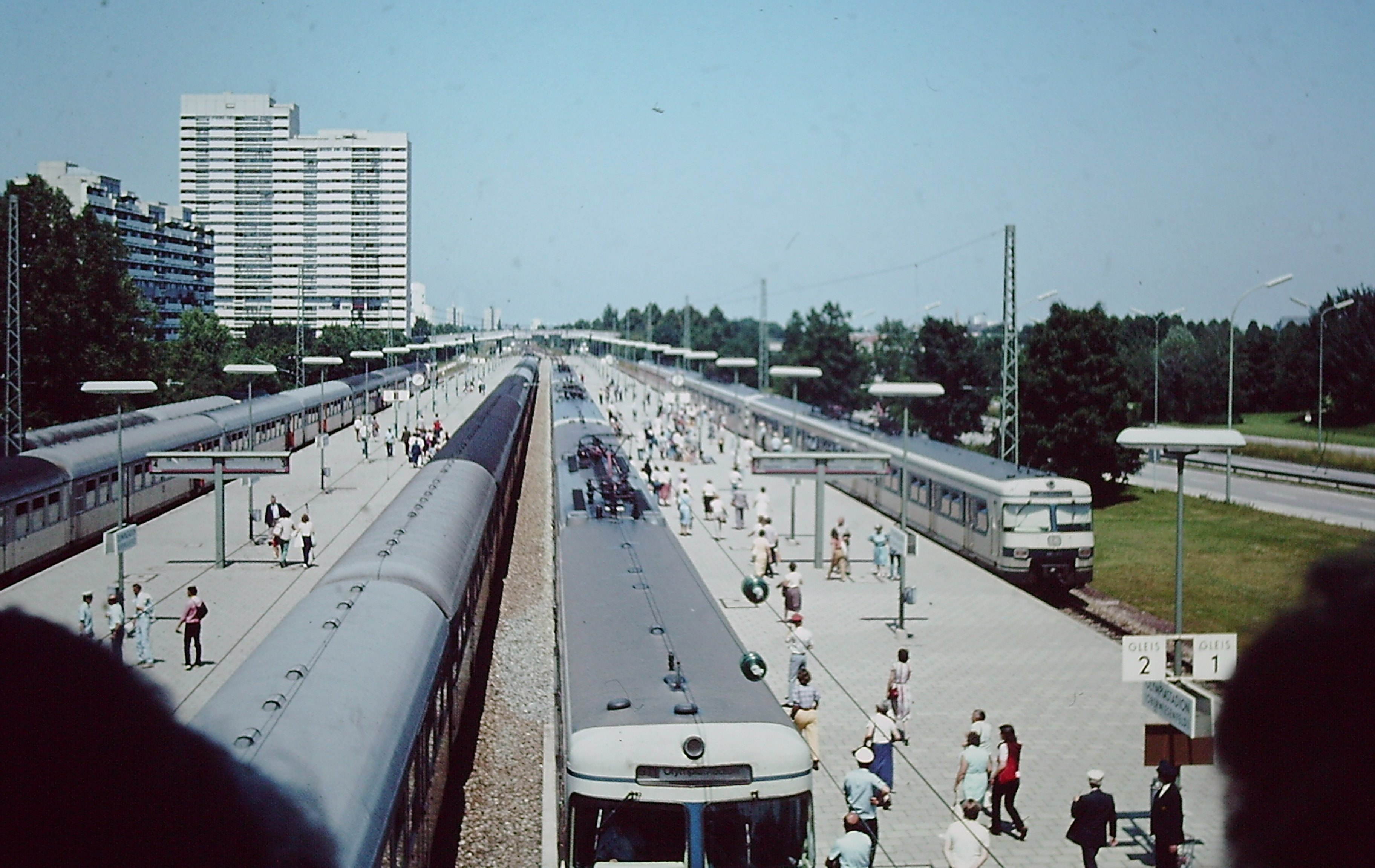
La estación fotografiada el 8 de julio de 1984.

La estación fue inaugurada el 26 de mayo de 1972, junto con toda la red de cercanías de Múnich. Durante las Olimpíadas recibió a las formaciones de la línea S5, así como de las líneas especiales S11 y S25. Los servicios fueron descontinuados una vez finalizados los eventos deportivos. A partir de julio de 1984, continuó siendo utilizada de manera esporádica por las líneas S8 y S11 para todos los partidos de fútbol que tenían lugar en el Estadio Olímpico.
La estación consistía de dos plataformas y cuatro vías. Dos de ellas terminaban en el extremo de los andenes, y las otras dos continuaban más al sur. Se accedía mediante el Anillo del Norte, una línea usualmente de carga. Durante las Olimpíadas, los trenes llegaban desde el oeste por Allach y Moosach, y desde el este por Johanneskirchen. Más tarde, la estación fue utilizada en un único sentido: las formaciones arribaban por el oeste y partían hacia el este.
El 8 de julio de 1988, luego del último partido de la Eurocopa 1988, la estación fue oficialmente clausurada, y cayó en mal estado. Las vías fueron desconectadas en 2003 para facilitar las excavaciones del túnel de la extensión U3 del subterráneo (U-Bahn).
- Datos: Q801223
- Multimedia: Bahnhof München Olympiastadion / Q801223